# Challenge Bell 2008
Challenge Bell 2008 — тенісний турнір, що проходив на закритих кортах з килимовим покриттям. Це був 16-й за ліком Challenge Bell. Належав до турнірів 3-ї категорії в рамках Туру WTA 2008. Відбувся на арені PEPS de l'Université Laval у Квебеку (Канада) і тривав з 27 жовтня до 2 листопада 2008 року.

## Учасниці

### Сіяні пари
| Країна    | Гравчиня            | Рейтинг1 | Посіяний |
| --------- | ------------------- | -------- | -------- |
| Росія     | Надія Петрова       | 13       | 1        |
| Італія    | Флавія Пеннетта     | 14       | 2        |
| Австрія   | Сібіль Баммер       | 26       | 3        |
| Таїланд   | Тамарін Танасугарн  | 36       | 4        |
| Канада    | Александра Возняк   | 37       | 5        |
| США       | Бетані Маттек-Сендс | 43       | 6        |
| Білорусь  | Ольга Говорцова     | 46       | 7        |
| Швеція    | Софія Арвідссон     | 54       | 8        |
| Німеччина | Сабіне Лісіцкі      | 56       | 9        |

- 1 Рейтинг подано станом на 13 жовтня 2008

### Інші учасниці
Гравчині, що отримали вайлдкард на участь в основній сітці
- Шерон Фічмен
- Марі-Ев Пеллетьє
- Валері Тетро

Нижче наведено гравчинь, які пробились в основну сітку через стадію кваліфікації:
- Карлі Галліксон
- Варвара Лепченко
- Ребекка Маріно
- Марія Мох

Як щасливий лузер в основну сітку потрапили такі гравчині:
- Анджела Гейнс

### Відмовились від участі
До початку турніру
- Флавія Пеннетта (особисті причини)

## Переможниці та фіналістки

### Одиночний розряд
Надія Петрова —  Бетані Маттек-Сендс, 4–6, 6–4, 6–1

### Парний розряд
Анна-Лена Гренефельд /  Ваня Кінґ —  Джилл Крейбас /  Тамарін Танасугарн, 7–6(7–3), 6–4